# Alejandro Lira Lira
Alejandro Lira Lira (Santiago, 3 de abril de 1873 - Ibidem, 6 de julio de 1951) fue un político y abogado chileno. Fue hijo de José Gregorio Lira Argomedo y Escolástica Lira Soiza. Se casó con Aurora Lira Artigas.
Educado en el Colegio San Ignacio y posteriormente cursó Leyes en la Universidad de Chile. Recibió su título de abogado el 24 de junio de 1897. Su tesis versó sobre “Árbitro Civil”. Fue profesor de Derecho de Minas y Filosofía del Derecho en la Universidad de Chile. 
En 1907 fue designado Ministro de Guerra y Marina. Fue miembro del Partido Conservador. 

## Labor Parlamentaria
Fue elegido Diputado por Talca, Curepto y  Lontué (1912-1915), y reelegido en 1915, pero solo por Curepto y  Lontué (1915-1918), distrito separado al aumentar la cantidad de habitantes. Formó parte de la Comisión permanente de Legislación y Justicia y Legislación Social, además de carácter suplente estuvo en la de Guerra y Marina.
Habilísimo abogado, se distinguió principalmente en asuntos mineros. Fue autor del Proyecto de Reforma General de la Legislación de Minas, patrocinado por la Sociedad Nacional de Minería.
Ministro del Interior y de Relaciones Exteriores en varias ocasiones. Le correspondió mantener la neutralidad de Chile en la Primera Guerra Mundial (1914).
En 1927 presidió la Delegación chilena a la VI Conferencia Internacional Americana, reunida en La Habana, Cuba. Embajador ante la Santa Sede (1930-1933). Jurisconsulto de mérito internacional, fue designado árbitro en la discordia para resolver litigio entre Estados Unidos y Luxemburgo.
Tuvo numerosos títulos y condecoraciones, como la Gran Cruz de la Orden de Piana, Libertad de China, Gran Cruz del Sol Naciente, Gran Cruz de San Gregorio Magno y del Sol del Perú.
Director de la Sociedad Nacional de Minería durante quince años, director de la Caja de Crédito Minero desde su fundación. Fue autor de numerosos trabajos históricos y jurídicos.